# Arcidiocesi della Paraíba
L'arcidiocesi della Paraíba (in latino: Archidioecesis Parahybensis) è una sede metropolitana della Chiesa cattolica in Brasile. Nel 2021 contava 1.066.688 battezzati su 1.631.271 abitanti. È retta dall'arcivescovo Manoel Delson Pedreira da Cruz, O.F.M.Cap.

## Territorio
L'arcidiocesi comprende 34 comuni dello stato brasiliano della Paraíba: Alhandra, Baía da Traição, Bayeux, Caaporã, Cabedelo, Conde, Cruz do Espírito Santo, Cuité de Mamanguape, Curral de Cima, Gurinhém, Ingá, Itabaiana, Itapororoca, Itatuba, Jacaraú, João Pessoa, Juripiranga, Lucena, Mamanguape, Mataraca, Mogeiro, Pedras de Fogo, Pedro Régis, Pilar, Pitimbu, Riachão do Bacamarte, Riachão do Poço, Rio Tinto, Salgado de São Félix, Santa Rita, São José dos Ramos, São Miguel de Taipu, Sapé e Serra Redonda.
Sede arcivescovile è la città di João Pessoa, dove si trova la cattedrale della Madonna della Neve.
Il territorio si estende su 6.703 km² ed è suddiviso in 94 parrocchie, raggruppate in 9 foranie: Centro, Praia Norte, Praia Sul, Conjuntos, Urbana Sul, Litoral, Agreste, Vale do Mamanguape e Várzea.

### Provincia ecclesiastica
La provincia ecclesiastica della Paraíba, istituita nel 1914, comprende 4 suffraganee:
- diocesi di Cajazeiras,
- diocesi di Campina Grande,
- diocesi di Guarabira,
- diocesi di Patos.

## Storia
La diocesi della Paraíba fu eretta il 27 aprile 1892 con la bolla Ad universas orbis di papa Leone XIII, ricavandone il territorio dalla diocesi di Olinda (oggi arcidiocesi di Olinda e Recife). Originariamente era suffraganea dell'arcidiocesi di San Salvador di Bahia.
Il 29 dicembre 1909 cedette una porzione del suo territorio a vantaggio dell'erezione della diocesi di Natal (oggi arcidiocesi).
Il 5 dicembre 1910 entrò a far parte della provincia ecclesiastica dell'arcidiocesi di Olinda.
Il 6 febbraio 1914 ha ceduto un'altra porzione di territorio a vantaggio dell'erezione della diocesi di Cajazeiras e contestualmente è stata elevata al rango di arcidiocesi metropolitana con la bolla Maius catholicae religionis incrementum di papa Pio X.
Il 14 maggio 1949 e l'11 ottobre 1980 ha ceduto ulteriori porzioni di territorio a vantaggio dell'erezione rispettivamente delle diocesi di Campina Grande e di Guarabira.
Il 20 novembre 1999 ha ceduto le parrocchie di Nostra Signora Immacolata di Areia, Nostra Signora del Buon Viaggio di Alagoa Grande e Nostra Signora del Patrocinio di Remígio alla diocesi di Guarabira.

## Cronotassi dei vescovi
Si omettono i periodi di sede vacante non superiori ai 2 anni o non storicamente accertati.
- Adauctus Aurélio de Miranda Henriques † (2 gennaio 1894 - 15 agosto 1935 deceduto)
- Moisés Ferreira Coelho † (15 agosto 1935 succeduto - 18 aprile 1959 deceduto)
- Mário de Miranda Villas-Boas † (20 giugno 1959 - 18 maggio 1965 dimesso[4])
- José Maria Pires † (2 dicembre 1965 - 29 novembre 1995 ritirato)
- Marcelo Pinto Carvalheria † (29 novembre 1995 - 5 maggio 2004 ritirato)
- Aldo di Cillo Pagotto, S.S.S. † (5 maggio 2004 - 6 luglio 2016 dimesso)[5]
- Manoel Delson Pedreira da Cruz, O.F.M.Cap., dall'8 marzo 2017

## Statistiche
L'arcidiocesi nel 2021 su una popolazione di 1.631.271 persone contava 1.066.688 battezzati, corrispondenti al 65,4% del totale.
| anno | popolazione | popolazione | popolazione | presbiteri | presbiteri | presbiteri | presbiteri                | diaconi | religiosi | religiosi | parrocchie |
| anno | battezzati  | totale      | %           | numero     | secolari   | regolari   | battezzati per presbitero | diaconi | uomini    | donne     | parrocchie |
| ---- | ----------- | ----------- | ----------- | ---------- | ---------- | ---------- | ------------------------- | ------- | --------- | --------- | ---------- |
| 1948 | 950.000     | 1.000.000   | 95,0        | 108        | 72         | 36         | 8.796                     |         | 60        | 179       | 53         |
| 1965 | 912.000     | 967.000     | 94,3        | 74         | 52         | 22         | 12.324                    |         | 7         | 305       | 42         |
| 1968 | 950.000     | 1.100.000   | 86,4        | 79         | 49         | 30         | 12.025                    |         | 35        | 312       | 30         |
| 1976 | 857.761     | 1.143.709   | 75,0        | 27         | 10         | 17         | 31.768                    | 3       | 23        | 253       | 42         |
| 1980 | 923.000     | 1.233.000   | 74,9        | 59         | 39         | 20         | 15.644                    | 5       | 33        | 232       | 44         |
| 1990 | 897.000     | 1.109.000   | 80,9        | 63         | 34         | 29         | 14.238                    | 4       | 40        | 222       | 33         |
| 1999 | 870.000     | 1.689.460   | 51,5        | 101        | 62         | 39         | 8.613                     | 8       | 70        | 257       | 48         |
| 2000 | 880.000     | 1.689.460   | 52,1        | 89         | 50         | 39         | 9.887                     | 8       | 51        | 260       | 49         |
| 2001 | 800.600     | 1.539.460   | 52,0        | 113        | 75         | 38         | 7.084                     | 8       | 67        | 240       | 48         |
| 2002 | 780.000     | 1.247.728   | 62,5        | 112        | 75         | 37         | 6.964                     | 12      | 62        | 231       | 54         |
| 2003 | 1.044.100   | 1.282.844   | 81,4        | 107        | 72         | 35         | 9.757                     | 17      | 55        | 230       | 58         |
| 2004 | 1.030.416   | 1.240.022   | 83,1        | 114        | 84         | 30         | 9.038                     | 16      | 37        | 238       | 59         |
| 2013 | 1.278.000   | 1.578.000   | 81,0        | 152        | 117        | 35         | 8.407                     | 44      | 44        | 172       | 87         |
| 2016 | 1.313.000   | 1.590.472   | 82,6        | 142        | 107        | 35         | 9.246                     | 41      | 42        | 198       | 87         |
| 2019 | 1.346.400   | 1.621.000   | 83,1        | 149        | 118        | 31         | 9.036                     | 46      | 35        | 184       | 94         |
| 2021 | 1.066.688   | 1.631.271   | 65,4        | 163        | 130        | 33         | 6.544                     | 55      | 38        | 173       | 94         |